# 최희섭
최희섭(崔希涉, 1979년 3월 16일 ~ )은 전 KBO 리그 KIA 타이거즈의 내야수이자, 현 KBO 리그 KIA 타이거즈의 2군 타격코치이다. 한국 최초의 MLB 타자이다.

## 선수 시절

### 미국 프로야구시절
해태 타이거즈의 1차 지명을 받았으나 고려대학교 법학과에 입학했다. 1999년에 고려대학교를 중퇴하고 미국 메이저 리그 시카고 컵스에 입단하였다. 그로 인해 대한야구협회에서는 당시 협회의 사전 동의 없이 대학 재학 중 계약한 김병현과 그에게 무기한 자격 정지를 내려 한국 경기에서 뛸 수 없게 됐다. 3년 동안 마이너 리그 생활을 거친 뒤 2002년 9월 3일 시카고 컵스 선수로서 처음 메이저 리그 경기에 출장했다. 그 전에 최경환이 타자로 미국에 처음 진출했지만 메이저 리그에는 오르지 못했기 때문에 한국인 타자로서 메이저 리그 경기에 선 것은 그가 최초였다. 메이저 리그 승격 전, 25홈런 이상을 쳐 줄 것이라는 기대를 받는 유망주였으나 2003년 6월 내야플라이를 잡으려다가 캐리 우드와 부딪혀 뇌진탕을 겪었고 이후 부진했다. 
결국 2003년 시즌 후 플로리다 말린스로 트레이드됐다가 시즌 중 2004년 7월 30일에 LA 다저스로 다시 트레이드됐다. 그러나 주전 자리를 확보할 만한 성적을 내지 못한 채 2006년 스프링캠프 도중 보스턴 레드삭스로 트레이드됐고, 25인 로스터에서 제외돼 보스턴 레드삭스 산하 트리플 A 팀인 포터킷 레드삭스에서 시즌 개막을 맞았다. 2006년 WBC에 참가해 병역을 해결했지만 2006년 시즌 도중 메이저 리그의 40인 명단에서 제외됐다. 2007년 웨이버 공시로 풀린 후 그는 탬파베이 레이스와 스플릿 계약을 맺었으나 결국 메이저 리그에 복귀하지 못했다. 2007년 5월 해외진출선수 특별지명회의에서 자신을 지명한 KIA 타이거즈에 입단하기 위해 그는 탬파베이 레이스 구단 측에 방출을 요구했고 탬파베이 레이스 측에서 승인했다.

### 한국 프로야구시절

#### KIA 타이거즈시절
2007년 4월 2일에 열린 해외진출선수 특별지명회의를 통해 고향 팀의 지명을 다시 받으며 대한민국 활동 자격 정지가 완전히 해제됐다.
2007년 5월 10일 계약금 8억, 연봉 3억 5,000만, 옵션 4억 등 총 15억 5,000만원의 조건으로 입단했고, 5월 19일 두산 전에서 첫 경기를 치르며 데뷔했다. 그러나 2군 강등 직전에 치른 4경기 동안 8타수 무안타를 기록했고, 2008년 시즌 188타수 43안타, 타율 2할대 초반의 극심한 부진으로 인해 2008년 9월 10일에 2군으로 강등됐다.
한국 복귀 후 리그에 적응하지 못해 메이저 리그 시절만큼의 모습을 보여주지 못하자 2009년 시즌 전 체중 감량 등 하드 트레이닝으로 재기를 다짐했고, 때마침 2009년에 트레이드를 통해 친정 팀으로 돌아온 김상현과의 콤비를 이뤄 해태 타이거즈 시절 전설의 "KKK포"(김성한, 김봉연, 김준환)를 본뜬 "CK포"로 막강 화력을 자랑하며 팀을 12년 만의 정규-KS 통합 우승으로 이끌었다. 김상현에 이어 3할-30홈런-세 자릿수 타점을 달성했으며 정근우와 함께 공동 득점왕에 올랐고, 한국시리즈에서 데뷔 첫 우승을 차지하며 1루수 골든 글러브를 수상했다.
부상으로 고전하던 그는 2014년 시즌 후 은퇴를 생각했으나 2015년에도 활동했다. 하지만 그동안 안 좋았던 허리 부상이 재발하며 다시 부상에 시달려 2015년 10월 20일에 은퇴를 선언했다.

## 야구 선수 은퇴 후
2016년부터 MBC 스포츠플러스의 야구 해설위원으로 활동했다.

## 논란
- 2007년 12월 기초 군사 훈련을 마치고 결혼할 예정이었던 일본인 약혼녀 야스다 아야와 결혼을 앞두고 11월 26일에 파혼했다. 이유는 성격 차이와 결혼 후 사회 활동에 대한 의견 차이로 알려졌다.[6] 결정적인 이유는 그가 미국 생활을 청산하고 고향 팀으로 오게 된 것이었다. 이후 2010년 12월 6일에 미스코리아 출신 김유미와 재혼했고[7], 또 이혼했다. 2022년에 다시 결혼했다.
- 2006년 WBC에서 대한민국 야구 국가대표팀에 합류한 그를 직접 본 국가대표팀 코칭스태프는 기대보다는 별로라는 반응을 보였고, 이는 그에게 부담으로 작용했다. 그즈음 이승엽이 그에게 타격과 관련한 조언을 했다. 그러나 이승엽의 조언이 채 끝나기도 전에 담담히 듣고 있던 그가 "형 저 메이저 리거예요."라고 말했다. 기사가 실린 후 한동안 그는 '형저메'라고 불렸다. 이후 그가 사건과 관련해 입장을 표명했고[8], 이와 같은 내용이 불거지며 직접 기사를 작성한 기자가 작성한 게시물에서 저러한 일이 없었다면 내 기자 생명을 걸겠다는 말을 함으로써 기정사실화됐다. 그러나 실상 박동희 기자는 현장에 없었다. 2009년 그는 당시 '형저메' 발언은 김태균을 격려하기 위한 농담이었는데 심각한 말로 전해진 것이라고 해명했다.[9] 이 별명은 이후 광주무등경기장 야구장 바깥쪽 그의 포스터에 '형 저 매일 홈런쳐요'라는 문구로 패러디되기도 했다.[10] 그리고 그의 타격이 살아나고 출루율이 높아지자“형, 저 매일 걸어나가요”라는 의미로도 패러디됐다.[11] 이승엽과는 2009년 한·일 클럽 챔피언십에서 다시 만나 산행 훈련을 같이 하자고 할 정도로 관계가 돈독해졌다.[12] 2009년 6월 8일 고려대학교 스포츠 매거진 SPORTS KU와의 인터뷰에서 그 스스로 '형저메' 발언이 사실이었음을 인정했으나[13] 2016년 1월 17일 KBS1 스포츠 2.0 운동화에 출연해 자신은 결코 그런 발언을 한 적이 없다고 부인하며 또 다시 야구팬들을 우롱했다.
- 그는 KIA 타이거즈와 연봉 협상 과정에서 마찰을 겪었다. 그가 2009년 이후로 계속 부진했고 한 시즌을 통째로 쉴 정도로 부상에 시달리자 구단은 그에게 큰 폭의 연봉 삭감을 통보했다. 이 때 그는 2억 이상을 요구한 것으로 알려졌는데 구단 측에서 이에 응하지 않자 그는 팀을 이탈하며 종적을 감췄다. 네티즌은 그가 등산을 하고 있다며 야구 선수인지 등산가인지 모르겠다고 비꼬았고 '형저메'를 패러디한 '형저뫼'라고 불렸다. 그가 구단에 트레이드를 요청했다는 소식이 알려졌고, 얼마 뒤 그가 넥센 히어로즈로 트레이드될 것이라는 루머가 퍼졌다. 그는 다음 해에 반성하는 모습을 보이며 백의종군해 연봉 1억 5,000만원에 재계약하며 복귀했다.
- 2012년 초 KIA 타이거즈의 지정 병원에 감기로 입원한 뒤 모든 신년 일정에 불참해 팬들의 비난을 샀다. 또한 당시 KIA 타이거즈의 감독이었던 선동열까지 인터뷰에서 2012년 팀 전력 구상에서 그를 제외할 뜻을 간접적으로 내비쳤다.[14] 사태는 더욱 악화돼 전지 훈련 명단에서 제외되는 구단과의 심각한 마찰을 빚었다.[15] 그는 구단에 트레이드를 요청했으나 구단 측에서는 그의 잔류에 포커스를 맞췄다.[16]

## 수상
- 1994년 중학야구전국대회 타격상
- 1997년 대통령배 전국고교야구대회 최다 홈런상
- 2003년 미국 메이저 리그 내셔널리그 이 달의 신인 (대한민국 선수 최초)

## 응원가

### KIA 타이거즈시절
- 등장곡: 진 로치 - Can You Feel It
- 응원가1

(딥 퍼플의 Smoke On The Water)
최희섭 오오오오 최희섭 오오(X4)
- 응원가2

(빌리지 피플의 YMCA)
빅초이 오오오오오오오오 X3 타.이.거.즈. 빅초이(X2)

## 출신 학교
- 송정동초등학교
- 무등중학교
- 광주제일고등학교
- 고려대학교

## 통산 기록
| 연 도         | 소 속         | 나 이         | 출 장 | 타 석 | 타 수 | 득 점 | 안 타 | 2 루 타 | 3 루 타 | 홈 런 | 타 점 | 도 루 | 도 실 | 볼 넷 | 삼 진 | 타 율 | 출 루 율 | 장 타 율 | O P S | 루 타 | 병 살 타 | 몸 맞 | 희 타 | 희 플 | 고 4 |
| ------------- | ------------- | ------------- | ----- | ----- | ----- | ----- | ----- | ------- | ------- | ----- | ----- | ----- | ----- | ----- | ----- | ----- | -------- | -------- | ----- | ----- | -------- | ----- | ----- | ----- | ---- |
| 2002          | CHC           | 23            | 24    | 57    | 50    | 6     | 9     | 1       | 0       | 2     | 4     | 0     | 0     | 7     | 15    | .180  | .281     | .320     | .601  | 16    | 2        | 0     | 0     | 0     | 0    |
| 2003          | CHC           | 24            | 80    | 245   | 202   | 31    | 44    | 17      | 0       | 8     | 28    | 1     | 1     | 37    | 71    | .218  | .350     | .421     | .771  | 85    | 2        | 4     | 2     | 0     | 1    |
| 2004          | FLA           | 25            | 95    | 340   | 281   | 48    | 76    | 16      | 1       | 15    | 40    | 1     | 0     | 52    | 78    | .270  | .388     | .495     | .882  | 139   | 4        | 3     | 2     | 2     | 4    |
| 2004          | LAD           | 25            | 31    | 76    | 62    | 5     | 10    | 5       | 0       | 0     | 6     | 0     | 0     | 11    | 18    | .161  | .289     | .242     | .531  | 15    | 2        | 1     | 0     | 2     | 2    |
| 04합          | LAD           | 25            | 126   | 416   | 343   | 53    | 86    | 21      | 1       | 15    | 46    | 1     | 0     | 63    | 96    | .251  | .370     | .449     | .819  | 154   | 6        | 4     | 2     | 4     | 6    |
| 2005          | LAD           | 26            | 133   | 368   | 320   | 40    | 81    | 15      | 2       | 15    | 42    | 1     | 3     | 34    | 80    | .253  | .336     | .453     | .789  | 145   | 10       | 8     | 2     | 4     | 1    |
| 2007          | KIA           | 28            | 52    | 220   | 199   | 20    | 67    | 17      | 0       | 7     | 46    | 3     | 1     | 18    | 37    | .337  | .386     | .528     | .914  | 105   | 9        | 0     | 0     | 3     | 0    |
| 2008          | KIA           | 29            | 55    | 207   | 188   | 17    | 43    | 2       | 1       | 6     | 22    | 4     | 3     | 15    | 41    | .229  | .295     | .346     | .640  | 65    | 4        | 3     | 0     | 1     | 2    |
| 2009          | KIA           | 30            | 131   | 545   | 435   | 98    | 134   | 23      | 0       | 33    | 100   | 2     | 4     | 96    | 108   | .308  | .435     | .589     | 1.023 | 256   | 14       | 7     | 0     | 7     | 13   |
| 2010          | KIA           | 31            | 126   | 532   | 444   | 78    | 127   | 22      | 1       | 21    | 84    | 4     | 3     | 81    | 109   | .286  | .399     | .482     | .881  | 214   | 17       | 4     | 0     | 3     | 7    |
| 2011          | KIA           | 32            | 70    | 282   | 242   | 36    | 68    | 14      | 1       | 9     | 37    | 1     | 1     | 39    | 61    | .281  | .379     | .459     | .838  | 111   | 7        | 0     | 0     | 1     | 2    |
| 2012          | KIA           | 33            | 80    | 301   | 246   | 31    | 62    | 17      | 0       | 7     | 42    | 1     | 1     | 50    | 53    | .252  | .379     | .407     | .785  | 100   | 9        | 2     | 0     | 3     | 5    |
| 2013          | KIA           | 34            | 78    | 305   | 252   | 29    | 65    | 17      | 1       | 11    | 42    | 1     | 1     | 44    | 72    | .258  | .380     | .464     | .845  | 117   | 5        | 7     | 0     | 2     | 2    |
| 2015          | KIA           | 36            | 42    | 149   | 125   | 18    | 32    | 3       | 0       | 6     | 20    | 0     | 0     | 22    | 34    | .256  | .369     | .424     | .793  | 53    | 2        | 1     | 0     | 1     | 0    |
| MLB 통산: 4년 | MLB 통산: 4년 | MLB 통산: 4년 | 363   | 1086  | 915   | 130   | 220   | 54      | 3       | 40    | 120   | 3     | 4     | 141   | 262   | .240  | .349     | .437     | .786  | 400   | 20       | 16    | 6     | 8     | 8    |
| KBO 통산: 8년 | KBO 통산: 8년 | KBO 통산: 8년 | 634   | 2541  | 2131  | 327   | 598   | 115     | 4       | 100   | 393   | 16    | 14    | 365   | 515   | .281  | .388     | .479     | .868  | 1021  | 67       | 24    | 0     | 21    | 31   |

- 시즌 기록 중 굵은 글씨는 해당 시즌 최고 기록

## 같이 보기
- 대한민국 출신 메이저 리그 베이스볼 선수 목록